# Cantone di Pindal
Il Cantone di Pindal è un cantone dell'Ecuador che si trova nella Provincia di Loja.
Il capoluogo del cantone è Pindal.